# Haidamac

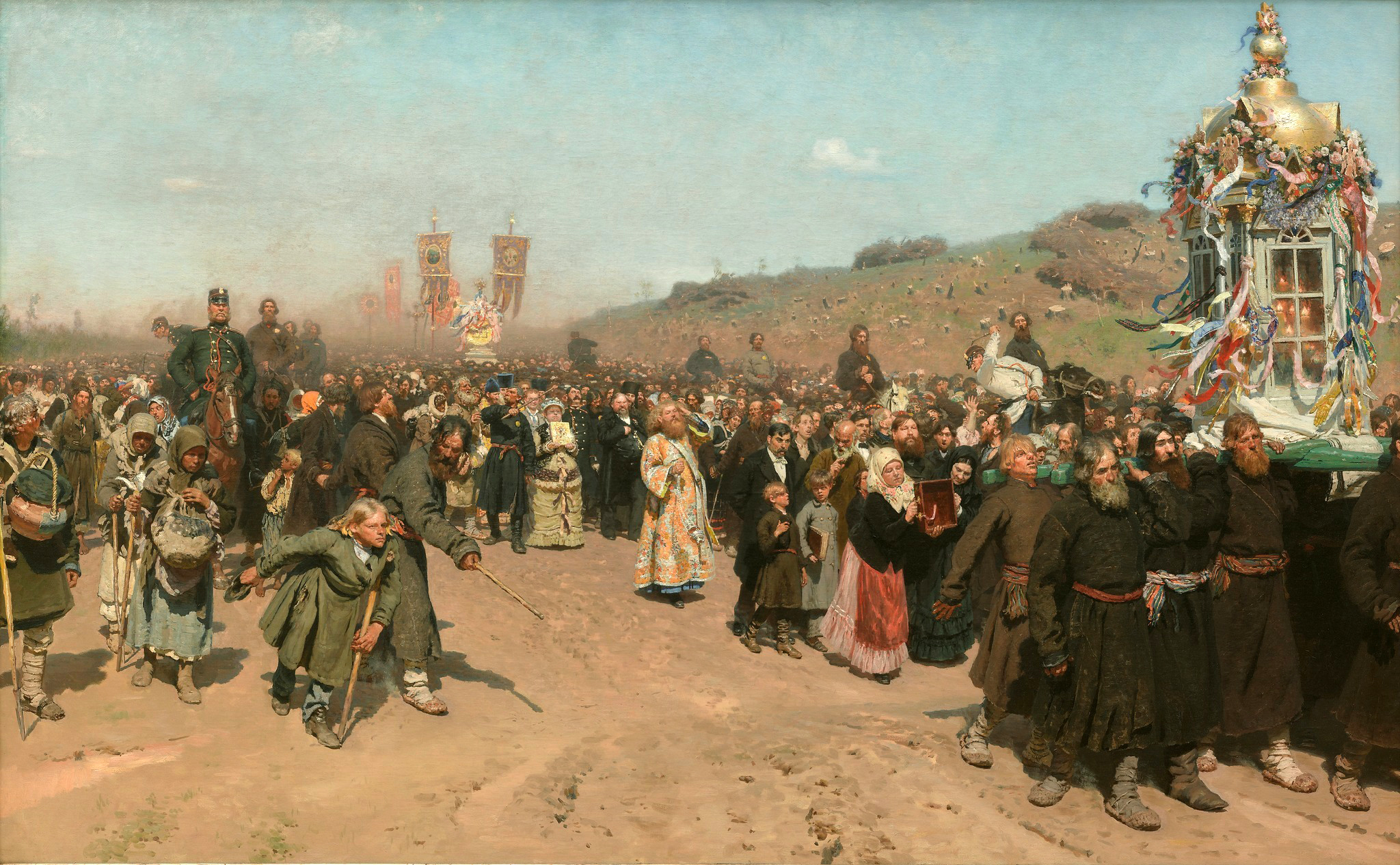
Procesiune religioasă ortodoxă. Diferența religioasă dintre nobilimea poloneză catolică dominantă și țărănimea ortodoxă a jucat un rol important în rebeliunea haidamacilor. Pictură de Ilia Repin.

Haidamacii (la singular haidamac, în ucraineană Гайдамаки, transliterat: Haidamakî, din turcă haydamak, „vagabonzi” sau „tâlhari”) au fost bande paramilitare ucrainene din secolul al XVIII-lea, care s-au răzvrătit în repetate rânduri împotriva stăpânirii poloneze a Ucrainei de pe malul drept, în principal din cauza poverii economice sufocante asupra țărănimii. A existat, în același timp, un conflict religios puternic între Biserica Catolică și Biserica Ortodoxă, care a contribuit la concentrarea furiei populației ucrainene împotriva nobilimii poloneze, a Bisericii Catolice și a evreilor.

## Etimologie

### Originea lingvistică
Cuvântul haidamac are două semnificații apropiate: fie „insurgent ucrainean împotriva polonezilor din secolul al XVIII-lea”, fie „brigand”. Rolul îndeplinit de haidamaci în revoltele ucrainene antipoloneze din secolul al XVIII-lea conduse de Maksîm Zalizniak și Ivan Gonta au stat la baza primei semnificații a termenului.
Cuvântul a fost adoptat în limba ucraineană vorbită în Crimeea și în regiunea vecină, unde era deja folosit în unele limbi oguze, kîpceak și chiar slave. Originea sa este cuvântul turcic „haydamak”, care avea sensul „a conduce, a alunga”, vehiculul etimologic fiind turca otomană. Verbul (h)ayda a fost derivat probabil din tema onomatopeică folosită pentru a grăbi pe cineva: „hayda!”. În funcție de contextul local, el avea inițial sensul „a alunga ceva sau pe cineva” și mai târziu sensul „a goni, a urmări”. La modul infinitiv, verbele turcești au terminația -mak sau -mek. Terminația -ak(a) există totuși și în limba ucraineană, în cuvinte cu semnificații oarecum apropiate, cum ar fi huliaka („iute, vioi, sigur pe sine”), pîiak(a) („bețiv”) sau rozbîșaka („brigand”), iar acest lucru ar fi putut duce la semnificația inițială de a „a goni, a urmări”, care a evoluat în „alungător, urmăritor” și în cele din urmă în „insurgent”. În diferite alte limbi, semnificația „brigand” dată haidamacilor a luat contur în funcție de modul în care dușmanii lor îi priveau pe haidamaci.
În turca otomană, „haydamak” avea sensul „hoț de vite”, iar în turca modernă el înseamnă „a ataca, a jefui, a mâna vite”.

### Termeni ucraineni mai vechi
Alte exonime mai vechi ale cuvântului haidamac sunt leveneț („pui de leu”) și deineka.

### În alte limbi
Cuvântul românesc haidamac înseamnă „bărbat înalt și puternic (care umblă fără rost), derbedeu, golan, bătăuș”.
Cuvântul hajduk folosit în Europa Centrală și în regiunea Balcanilor are un înțeles similar.

## Începuturi

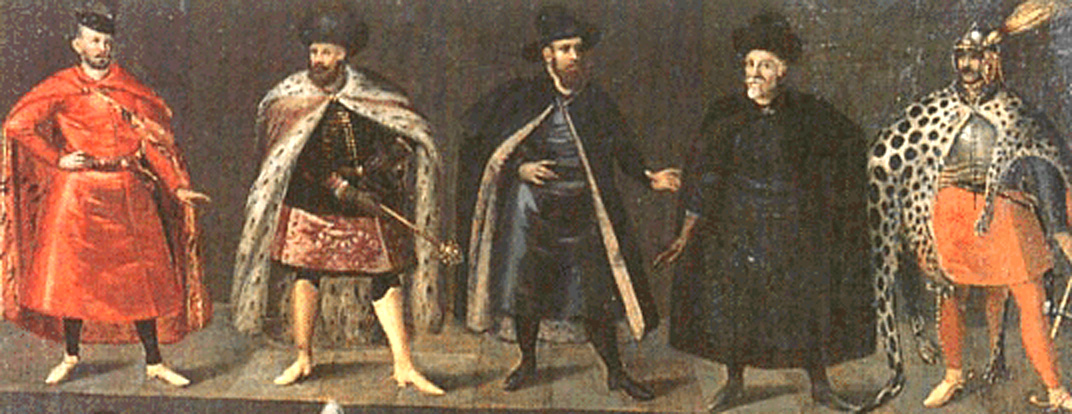
Nobili polonezi de la începutul secolului al XVII-lea. Viața lor luxoasă și extravagantă a generat profundă în rândul țărănimii, care trebuia să muncească pentru ei între patru și șase zile pe săptămână, pe lângă plata taxelor și impozitelor.

Existența haidamacilor începe într-un mod similar cu ceea ce s-a întâmplat în întreaga Europă, odată cu fuga țăranilor de opresiunea feudală sau seniorială: țăranii s-au refugiat în păduri dese și au început să-i jefuiască pe oamenii bogați, dând naștere unui fenomen numit „banditism social”, un amestec ciudat de jaf atât în scopul unui câștig personal, cât și cu un scop altruist. Deși acțiunile tâlhărești ale țăranilor au avut inițial doar un caracter marginal, ele s-au întețit odată cu expirarea scutirii de la plata taxelor pe un termen de 15-20 de ani pe care șleahta o instituise mai demult pentru a-i atrage pe țărani pe pământurile nelocuite din Ucraina de pe malul drept. Sfârșitul acelei perioade a cauzat transformarea țăranilor liberi sau semiliberi în iobagi.
Organizațiile cazacilor fusese desființate în regiune, astfel încât țărănimea nu avea o clasă conducătoare care să organizeze și să dirijeze acțiunile lor militare, dar Siciul Zaporojean, aflat în apropiere, a avut un rol semnificativ în recrutarea trupelor și conducătorilor și în obținerea de provizii, precum și în oferirea unui loc de refugiu.
Au avut loc trei răscoale principale în anii 1734, 1750 și 1768; Uniunea statală polono-lituaniană era destul de slăbită în cursul secolului al XVIII-lea și nu a putut să înăbușe răscoalele cu forțele militare proprii, fiind nevoită să solicite de fiecare dată ajutorul Armatei Ruse.

## Primele acțiuni
Uniunea statală polono-lituaniană, datorită formei și organizării sale, nu avea o armată permanentă mare și, în perioada existenței unor conflicte interne sau externe, acțiunile haidamacilor au putut fi extrem de destabilizatoare pentru federația monarhică.
Succesele inițiale ale haidamacilor au contribuit la dezvoltarea acestor bande pe tot teritoriul Ucrainei de la vest de Nipru.
Istoricul ruso-ucrainean Volodîmîr Antonovîci afirma că pot fi identificate trei perioade ale răscoalei haidamacilor în cursul secolului al XVIII-lea:
- Perioada cuprinsă între anii 1710 și 1730, în care mișcarea haidamacilor a avut un caracter tâlhăresc.
- Perioada cuprinsă între anii 1730 și în anii 1760, în care acțiunile haidamacilor au dobândit progresiv caracterul unor revolte țărănești.
- Anii 1760, în care mișcarea țărănimii s-a transformat într-o răscoală națională.

## Alte mișcări similare
În ciuda identificării romantice în secolele al XIX-lea și al XX-lea a mișcărilor țărănești din Galiția similare haidamacilor, numite oprîșkî, și a mișcărilor haiducilor din Balcani, nu există nicio altă legătură între ele, decât „banditismul social“ pentru asuprirea țărănească comună în toată Europa, deși istoriografia sovietică a încercat să le transforme într-o luptă de clasă internațională și, prin acest transfer de concepte din secolul al XX-lea în secolul al XVIII-lea, într-o mișcare unificată și relaționată.
Oprîșkî din Galiția nu a avut în niciun moment o cauză religioasă sau națională.

## Răscoala din 1734

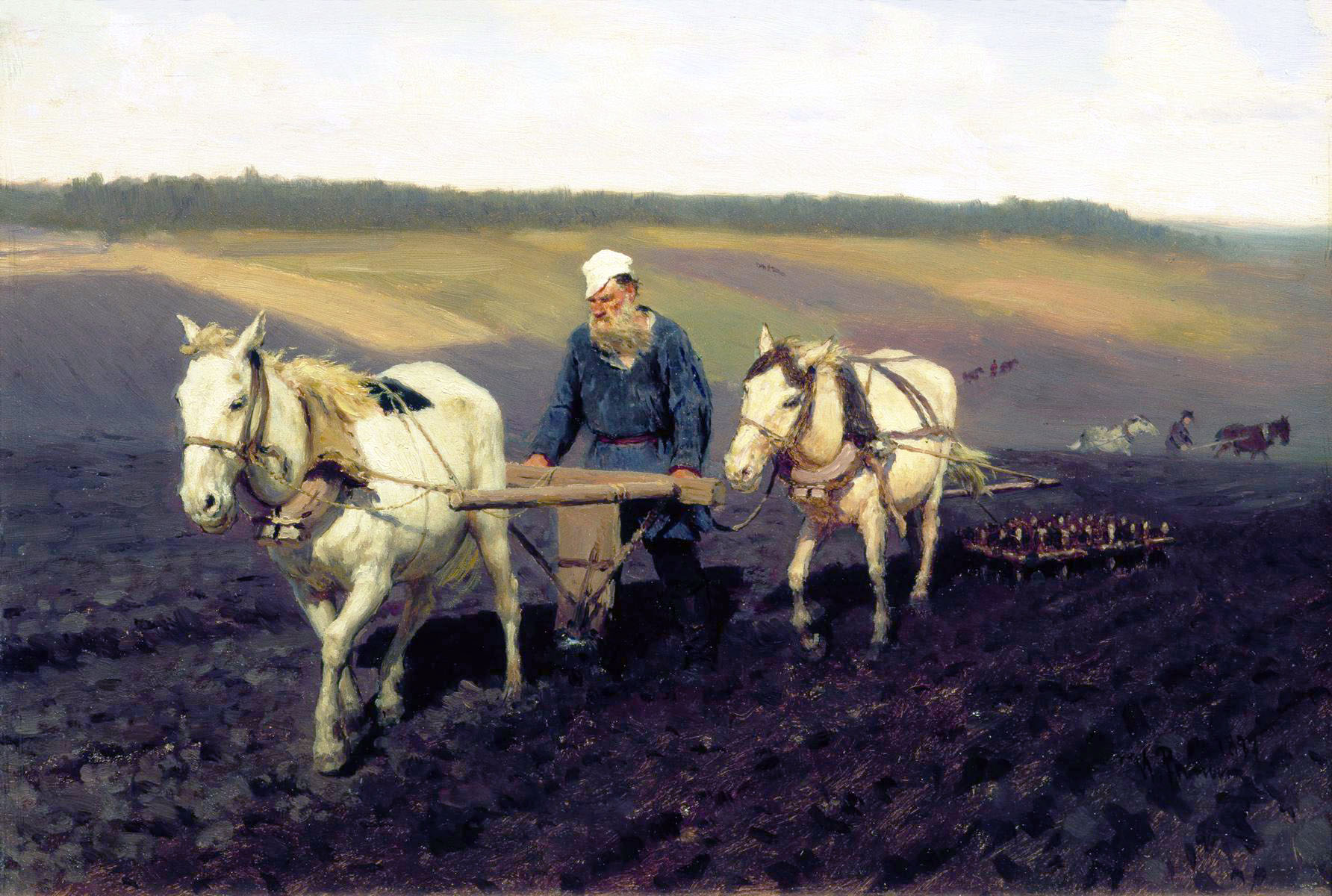
Viața țărănimii a fost extrem de grea în secolul al XVIII-lea, contribuind la depopularea întregii Ucraine de pe malul drept. Lev Tolstoi, reprezentat de Ilia Repin.

Cu ocazia Războiului pentru succesiunea la tronul polonez, la care au participat mai multe țări europene care au sprijinit diferite facțiuni ale nobilimii poloneze, Rusia a pătruns cu armata sa pe teritoriul Poloniei, impunând Dietei Poloneze alegerea ca rege a lui August al III-lea. Prezența rusă în vestul Ucrainei a încurajat speranța unei eliberări iminente a țăranilor ucraineni de asuprirea nobilimii poloneze, care s-a transformat într-o răscoală țărănească. Răscoala a fost condusă de un anume Verlan, aflat anterior în serviciul nobililor polonezi, care, în fruntea a o mie de haidamaci și cu aprobarea tacită a țarului rus, a efectuat incursiuni în regiunile Brațlav, Volînia și Galiția până când polonezii l-au făcut să fugă în Moldova; ei i-au angajat pe zaporojenii conduși de Sava Cealîi pentru a urmări bandele de haidamaci până când le-au ajuns și le-au masacrat.

## Răscoala din 1750
Odată cu expirarea termenului de scutire de servitute și a privilegiilor de scutire de la plata impozitelor în 1750, un grup de zaporojeni a traversat Ucraina de pe malul drept și a declanșat o răscoală țărănească în regiunile Kiev și Brațlav, care a fost repede înăbușită de polonezi.

## Koliivșcîna (1768)

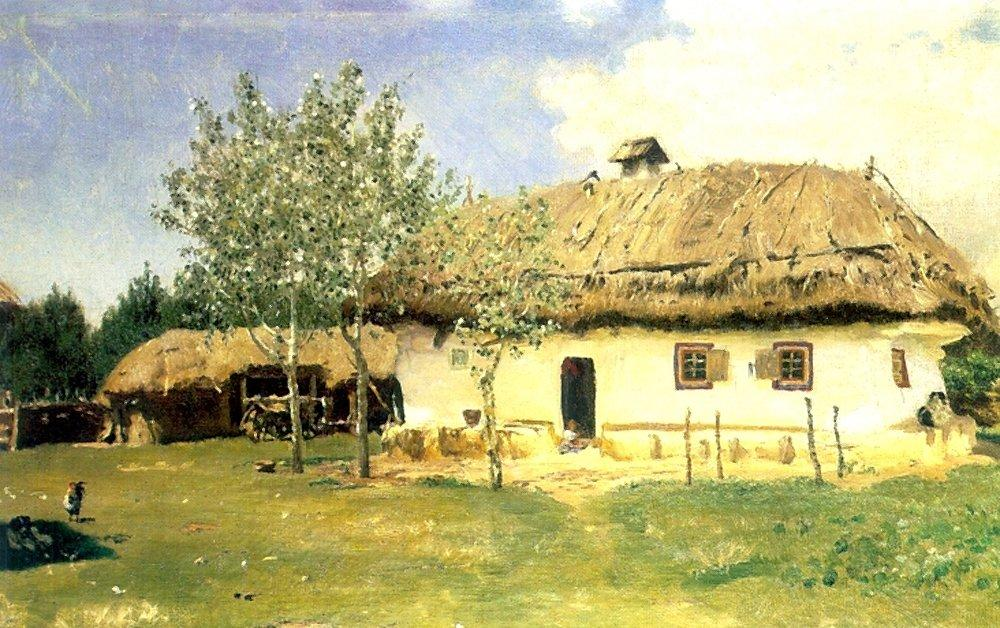
Casa țărănească ucraineană. În scopul repopulării unor regiuni, nobilimea poloneză a stabilit perioade de scutire de servitute, cuprinse între 15 și 20 de ani. După această perioadă, țăranii deveneau iobagi, aceasta fiind una dintre cauzele răscoalei. Pictură de Ilia Repin.

Koliivșcîna a fost cea mai importantă rebeliune a haidamacilor și a avut loc în anul 1768. În urma unei noi intervenții rusești în afacerile interne ale Poloniei, nobilii au fost nevoiți să izoleze Biserica Ortodoxă de pe teritoriile Uniunii statale polono-lituaniene și, ca reacție, șleahta a organizat în februarie 1768 Confederația de la Bar, compusă în principal din nobilii originari din regiunile estice Podolia și Brațlav. Locuitorii ortodocși se temeau că vor deveni victime ale reacției nobilimii poloneze împotriva Rusiei, așa că au decis să atace înainte de a fi atacați.
Numele Koliivșcîna derivă probabil din cuvântul koli, care înseamnă „cuțit de tăiere a porcilor”, arma principală a răsculaților.

### Originile revoltei
Revolta populației ucrainene a avut două cauze principale. Prima cauză a fost încheierea în anii 1760 a perioadei de scutire de impozite acordate țăranilor pentru a favoriza repopularea localităților din zona Kievului și agitația foarte puternică împotriva politicii religioase de Unire cu Roma a călugărilor de la mănăstirile ortodoxe, în principal a celor de la Mănăstirea Motronîn din regiunea Cerkasî.
Pe de altă parte, impunerea de către ruși pe tronul polonez mai întâi a lui August al III-lea și apoi a lui Stanislaw Poniatowski a făcut ca șleahta să-i considere pe acești regi ca simple marionete rusești. Șleahta s-a organizat în Confederația de la Bar și a atacat imediat trupele rusești aflate pe teritoriul Uniunii statale polono-ucrainene.

### Izbucnirea răscoalei
O răscoală țărănească condusă de Maksîm Zalizniak a izbucnit în mai 1768 în zona Kievului. Zalizniak, care își petrecuse ultimul an la Mănăstirea Motronîn, și-a condus trupele împotriva șleahtei Confederației de la Bar.

### Ocuparea orașului Uman

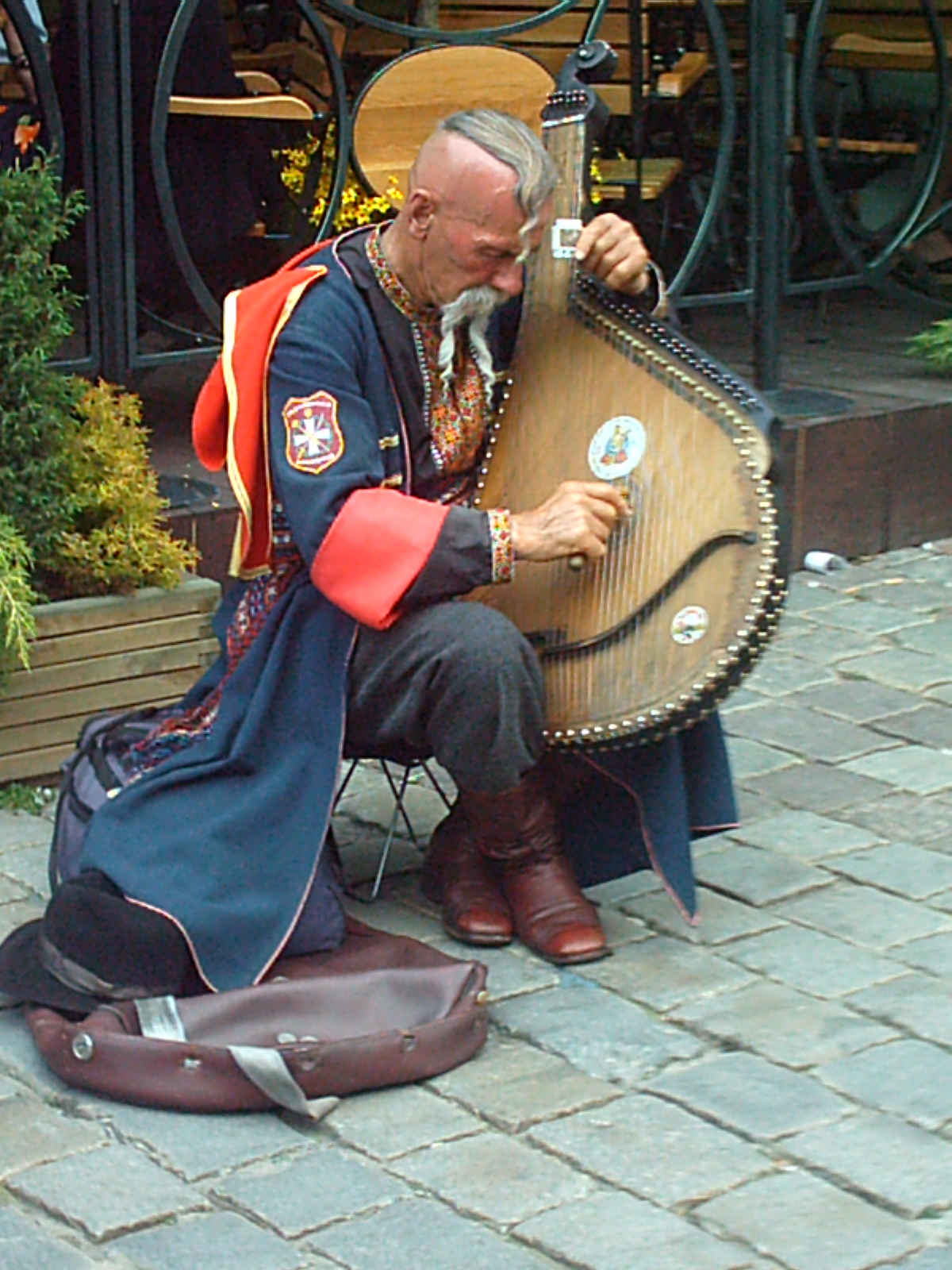
Un cazac modern, Ostap Kindraciuk, cântând la bandură într-o piață veche din Poznań.

Haidamacii lui Ivan Gonta au ocupat orașul Uman în 1768; evenimentul a avut și are o importanță deosebită în istoria polonezilor, la fel ca și în istoria evreilor și ucrainenilor, deși interpretarea care i-a fost dată în fiecare dintre ele este foarte diferită. Masacrele comise de insurgenți au rămas gravate în memoria evreiască. 12.000 de persoane au fost ucise atunci în oraș, dintre care 7.000 de polonezi și 4.000 de evrei.

### Înăbușirea răscoalei
Împărăteasa Ecaterina cea Mare a ordonat armatei ruse să pătrundă în Ucraina apuseană și să înăbușe răscoala, sprijinind trupele poloneze.

### Urmări
Odată ce răscoala a fost zdrobită, a avut loc o represiune brutală, nu numai împotriva rebelilor, ci și împotriva populației care nu a avut nicio legătură cu ea.
Aceasta a fost ultima rebeliune a haidamacilor, care a rănit mortal Uniunea statală polono-lituaniană, a evidențiat legătura dintre populațiile slave de pe cele două maluri ale Niprului și a devenit ulterior germenul formării statului național Ucraina.
O altă consecință a fost încorporarea în câțiva ani a teritoriilor aflate pe ambele maluri ale Niprului în cadrul Imperiului Rus.

### Participarea cazacilor
Participarea cazacilor pare să contrazică viziunea naționalistă predominantă în secolele al XIX-lea și al XX-lea, care își proiectează valorile într-un mod anacronic în secolul al XVIII-lea, dar se crede că s-a datorat existenței a trei factori:
- Ura față de sistemul social polonez organizat de șleahtă;
- credința ortodoxă ca verigă de legătură între populațiile de pe malurile Niprului și
- credința că Rusia va interveni în acest conflict intern de partea ucrainenilor și împotriva polonezilor.

## Viziunea istorică ulterioară a haidamacilor

### Idealizarea romantică ucraineană

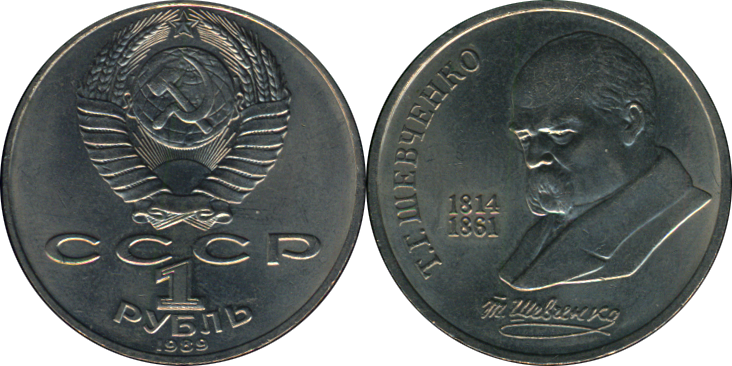
Monedă sovietică cu efigia lui Taras Șevcenko, cel mai mare poet ucrainean, care a conceput mitul național al haidamacilor.

Istoricul ucrainean Mîhailo Maksîmovîci (1804-1873) a promovat o viziune istorică romantică a evenimentelor, alcătuită pe baza poveștilor populare orale și a cântecelor pe care le-a colectat de la populația de pe malul drept al Niprului, care oferă o imagine a haidamacilor mult diferită de cea existentă în studiile istorice poloneze și ruse, deși nu a putut să o publice timp de câțiva ani din cauza cenzurii țariste. Această viziune a fost popularizată nu atât prin studiile istorice, cât mai ales prin poezia romantică din secolul al XIX-lea, îndeosebi prin creațiile lirice ale marelui poet ucrainean Taras Șevcenko, care-i prezintă pe haidamaci ca pe niște eroi ai luptei împotriva asupririi naționale.

### Punctul de vedere polonez
Viziunea istorică poloneză este foarte diferită, scoțând în evidență aspectul barbar și crud al acțiunilor haidamacilor împotriva civilizației de nivel occidental instituită de polonezi în regiunile estice ale Uniunii statale polono-lituaniene. Memoriile scrise de martorii polonezi ai acelei epoci sunt ostile răscoalei, pe care o prezintă ca o rebeliune a iobagilor și tâlharilor ucraineni, a unei populații ortodoxe fanatice instigate de agenții țariști, și au fost introduse inclusiv în cercetarea istorică poloneză, ajungând să reducă, potrivit unui studiu realizat de Franciszek Rawita-Gawroński, cauzele mișcării haidamacilor la una singură: „caracterul degenerat al poporului ucrainean”.
Această răscoală a haidamacilor a rămas gravată ca un simbol al dușmăniei polono-ucrainene în subconștientul cultural al ambelor națiuni.
Cu toate acestea, un grup mic de intelectuali polonezi exilați în secolul al XIX-lea, numit „Grupul Uman”, a considerat această răscoală ca o bază comună a luptei antirusești a ambelor popoare.

### Punctul de vedere al Imperiului Rus
Istoricii ruși și ucraineni din perioada Imperiului Rus s-au distanțat întotdeauna de mișcarea haidamacilor, adoptând punctul de vedere imperial, întotdeauna negativ cu privire la haidamaci. Chiar și istoricul cazac Apollon Skalkovski a minimalizat participarea cazacilor zaporojeni, reducând-o la câteva persoane care nu meritau menționate.

### Punctul de vedere sovietic
Istoria sovietică a interpretat aceste rebeliuni ca elemente componente ale „luptei de clasă” a poporului ucrainean, promovând clișee propagandistice fără o bază documentară, disprețuind sau minimalizând factorul religios ca element de importanță crucială și susținând următoarele idei:
- că mișcarea haidamacilor a fost o luptă de clasă a țăranilor și cazacilor săraci împotriva organizării sociale feudale.
- că a fost o luptă națională de eliberare și de „unire” cu Rusia.
- că s-a extins în toată Ucraina, inclusiv în teritoriile de pe malul estic al Niprului, în Ucraina Slobodă și în estul Ucrainei.
- că haidamacii erau de diferite naționalități, inclusiv ucraineni, și se confruntau cu exploatatori multinaționali (șleahta poloneză, nobilii țariști ruși și ofițerii cazaci din Starșina ucraineană).